# Willem Frederik Pastoor
Willem Frederik Pastoor, ('t Zandt 14 juni 1884 - Ede 13 juni 1972), was een Nederlands fotograaf.
Gedurende de Eerste Wereldoorlog was Pastoor onder de wapenen geroepen, en diende hij onder andere onder commando van de bekende voordrachtskunstenaar Albert Vogel die hem toestond foto's te maken van het leven van de troepen in die periode. Daarnaast heeft hij ten behoeve van het onderzoek naar de verzanding van de rivier de Fivel door Pieter Mennes Bos en Jacob Vinhuizen en van de afgravingen van de Groninger wierden veel foto's in opdracht gemaakt.
In de periode 2007 tot 2010 heeft een groot aantal mensen, waaronder de familie Pastoor, door Willem Frederik gemaakte foto's beschikbaar gesteld aan de Historische Vereniging Loppersum. De hiermee gevormde collectie geeft een prachtig, en uitgebreid, overzicht van het werk van een plattelandsfotograaf in de periode vanaf ongeveer 1900 tot de vroege jaren 60.
In 2010 is uit het verzamelde werk een overzicht in boekvorm verschenen bij uitgeverij Profiel te Bedum.
In 2024 werd zijn archief aangetroffen in een gedempte waterput in Loppersum.